# Sant Feliu de Codines
Sant Feliu de Codines – gmina w Hiszpanii, w prowincji Barcelona, w Katalonii, o powierzchni 15,03 km². W 2011 roku gmina liczyła 6105 mieszkańców.